# Andreas Stokbro
Andreas Stokbro Nielsen (Brøndby, 8 april 1997) is een Deens wielrenner.

## Carrière
In 2016 won Stokbro de laatste etappe in de ZLM Tour door in Goes de sprint te winnen van Iván García en Aksel Nõmmela. Later dat jaar werd hij derde op het nationale beloftenkampioenschap, achter Mads Würtz Schmidt en Casper Pedersen.

## Overwinningen
2015
2e etappe deel B Trofeo Karlsberg
Puntenklassement GP Rüebliland
2016
3e etappe ZLM Tour
 Deens kampioenschap op de weg, beloften
2017
 Deens kampioenschap op de weg, beloften
2018
2e etappe Ronde van Estland
Punten- en jongerenklassement Ronde van Estland
 Deens kampioenschap op de weg, beloften
 Deens kampioenschap tijdrijden, beloften
2019
Ronde van Vlaanderen U23
GP Herning
2022
2e etappe Ronde van Loir-et-Cher
GP Herning
1e etappe Ronde van Opper-Oostenrijk
Puntenklassement Ronde van Opper-Oostenrijk
2023
Grote Prijs van Lillers
Gylne Gutuer

### Resultaten in voornaamste wedstrijden
|      | \| Jaar \| Gent-Wevelgem \| Parijs-Roubaix \| Ronde van Lombardije \| Parijs-Tours \| \| ---- \| ------------- \| -------------- \| -------------------- \| ------------ \| \| 2019 \| \| \| \| 50e \| \| 2020 \| \| \| \| \| \| 2021 \| 65e \| \| opgave \| \| \| 2022 \| \| \| \| \| \| 2023 \| \| \| \| \| \| 2024 \| \| \| \| \| \| 2025 \| \| 55e \| \| \| |                |                      |              |
| Jaar | Gent-Wevelgem | Parijs-Roubaix | Ronde van Lombardije | Parijs-Tours |
| 2019 | |                |                      | 50e          |
| 2020 | |                |                      |              |
| 2021 | 65e |                | opgave               |              |
| 2022 | |                |                      |              |
| 2023 | |                |                      |              |
| 2024 | |                |                      |              |
| 2025 | | 55e            |                      |              |

### Resultaten in kleinere rondes
| Jaar | Ronde van Zwitserland | Benelux Tour |
| ---- | --------------------- | ------------ |
| 2021 | 99e                   | 57e          |
| 2022 |                       |              |
| 2023 |                       |              |
| 2024 |                       | 81e          |

(*) tussen haakjes aantal individuele etappeoverwinningen

## Ploegen
- 2016 –  Riwal Platfrom Cycling Team
- 2017 –  Riwal Platform Cycling Team
- 2018 –  Riwal CeramicSpeed Cycling Team
- 2019 –  Riwal Readynez Cycling Team
- 2020 –  NTT Pro Cycling
- 2021 –  Team Qhubeka-ASSOS
- 2022 –  Team Coop
- 2023 –  Leopard TOGT Pro Cycling
- 2024 –  TDT-Unibet
- 2025 –  Unibet Tietema Rockets

Clausen · Djurhuus · Gregaard · Haslund · Jørgensen · Kron · Lander · Mørch · Mørkøv · Mortensen · Norsgaard · Siggaard · Sørensen · Stokbro · Vinther
Barbero · Battistella · Boasson Hagen · Campenaerts · Carbel · De Bod · Dlamini · Dyball · Gasparotto · Gebreigzabhier · Gibbons · Gogl · Iribe · Janse van Rensburg · King · Kreuziger · Mäder · Meintjes · Nizzolo  · O'Connor · Pozzovivo · Sobrero · Stokbro · Sunderland · Thomson · Tiller · Valgren · Walscheid · Wyss
Armée · Aru · Barbero · Bennett · Brown · Campenaerts · Claeys · Clarke · Dlamini · Frankiny · Gogl · Hansen · Henao · Janse van Rensburg · Lindeman · Nizzolo  · Pelucchi · Power · Pozzovivo · Schmid · Stokbro · Sunderland · Tanfield · Vacek · Vinjebo · Walscheid · Wiśniowski
Bloem · Bomboi · Bouts · Budding · Christophersen · de Vries · Geleijn · Huens · Huyet · Inkelaar · Johannink · Kopecký · Kyffin · Loockx · Maire · Nielsen · Paige · Pedersen · Stockman · Stokbro · Ťoupalík
Bloem · Bomboi · Budding · Carboni · Christophersen · de Vries · Eiking · Geleijn · Huens · Huyet · Inkelaar · Johannink · Kopecký · Kubiš · Kyffin · Loockx · Maire · Meris · Mouris · Nielsen · Paige · Stockman · Stokbro · Ťoupalík · Verschuren